# Bisdom Bururi
Het bisdom Bururi (Latijn: Dioecesis Bururiensis) is een rooms-katholiek bisdom met als zetel Bururi, de hoofdstad van de provincie Bururi in Burundi. Het bisdom is suffragaan aan het aartsbisdom Bujumbura.

## Geschiedenis
Het bisdom werd opgericht op 6 juni 1961, uit grondgebied van het aartsbisdom Gitega. Op 25 november 2006 werd het bisdom Bujumbura een metropolitaan aartsbisdom en werd Bururi onderdeel van de kerkprovincie Bujumbura.
Op 17 januari 2009 verloor het bisdom gebied voor de oprichting van het bisdom Rutana, wat ook grondgebied van het bisdom Ruyigi kreeg.

## Parochies
In 2018 telde het bisdom 23 parochies. Het bisdom had in 2018 een oppervlakte van 5.983 km2 en telde 1.462.660 inwoners waarvan 45,0% rooms-katholiek was.

## Bisschoppen
- Joseph Martin (6 juni 1961 - 17 september 1973)
- Bernard Bududira (17 september  1973 - 19 november 2005)
- Venant Bacinoni (25 juni 2007 - 15 februari 2020)
- Salvator Niciteretse (15 februari 2020 - heden)